# Conrad Graf

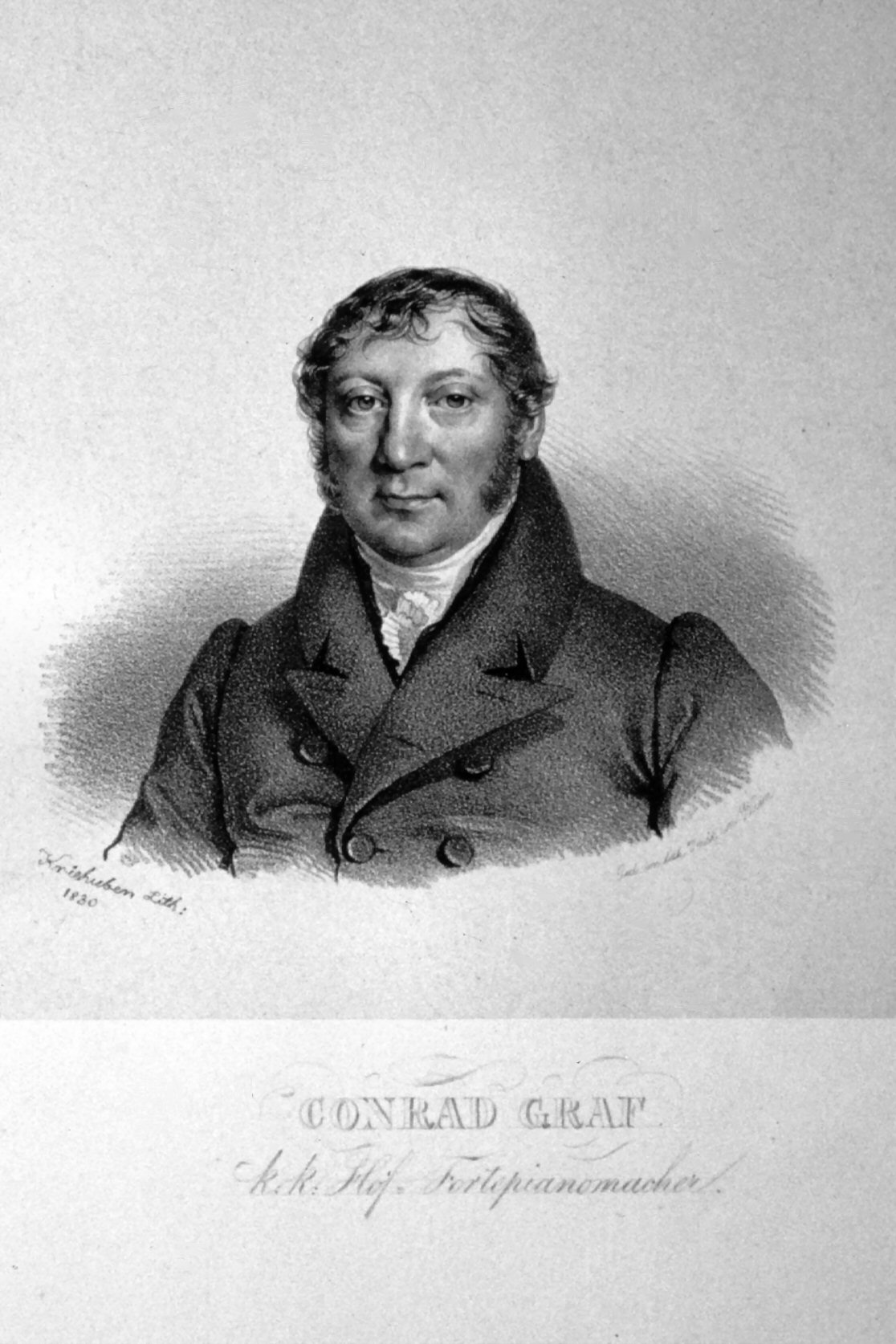
Conrad Graf (17 de noviembre de 1782 en Riedlingen, Austria Anterior - 18 de marzo de 1851 en Viena)

Conrad Graf (17 de noviembre de 1782 en Riedlingen, Austria Anterior - 18 de marzo de 1851 en Viena) fue un constructor de pianos austriaco-alemán. Sus pianos fueron utilizados por Beethoven, Chopin y Robert y Clara Schumann entre otros.

## La vida y carrera
Graf comenzó su carrera como ebanista, estudiando el oficio en su natal Riedlingen en el sur de Alemania. En 1800 se convirtió en aprendiz de un fabricante de pianos llamado Jakob Schelkle, que trabajaba en Währing. Cuando Schelkle murió en 1804, Graf se casó con su viuda Katherina y se hizo cargo de la tienda. En 1824 fue nombrado constructor real de pianos y teclados de la corte imperial de Viena. En 1826 él compró la "Mondscheinhaus", un antiguo salón de baile de moda en 102 auf der Wieden, y lo convirtió en una fábrica de pianos. La firma de Graf produjo más de 3000 instrumentos durante su vida. En 1840 Graf se retiró y vendió la firma a Carl Stein, quien era el nieto del famoso constructor de pianos Johann Andreas Stein.

## Pianos Graf tocados por músicos célebres
En 1826, Graf prestó a Ludwig van Beethoven un piano de 6 ½ octavas de triple cuerda en Do♯ y cuádruple de cuerda desde D hasta la tapa (F4). Tras la muerte de Beethoven en 1827, Graf recuperó el piano y lo vendió a la familia Weimer de Viena. El instrumento sobrevive hoy y lo exhiben en el Beethoven-Haus en Bonn.
En 1829, Frédéric Chopin, de 19 años, eligió el piano de Graf para su concierto en Viena. Más tarde, según Goldberg, Chopin continuó "apreciando" los instrumentos Graf.
En 1840, Graf obsequió uno de los pianos de cola de su firma a la joven virtuosa del piano Clara Wieck, con motivo de su matrimonio con Robert Schumann. Cuando Schumann murió en 1856, Clara le dio el instrumento a su amigo Johannes Brahms quien lo utilizó para su trabajo hasta 1873.
Felix Mendelssohn también admiraba los instrumentos de Graf. Adquirió uno en 1832 que usó en la casa familiar y recitales en Berlín, y luego otro para usar en Dusseldorf.
Otros músicos que poseían o tocaban pianos Graf fueron Franz Liszt, Friedrich Kalkbrenner y Camille Pleyel. Durante la década de 1880, el joven Gustav Mahler poseía y tocaba un piano muy antiguo, un Graf de aproximadamente 1836.
En septiembre de 2018, la copia fortepiano Graf 1819 de Paul McNulty fue utilizado en el primer Concurso Internacional Chopin de Instrumentos de Época (dirigido por el Instituto Fryderyk Chopin).